# Ayyam Sureau
Pour les articles homonymes, voir Sureau.
Ayyam Sureau, née à New York (États-Unis) en 1965, est une philosophe, écrivaine et traductrice américaine d'origine égyptienne. Elle est également autrice de livres pour enfants.
Elle est la fondatrice de l'association Pierre Claver.

## Biographie

### Enfance et formation
Née aux États-Unis, Ayyam Sureau voyage dans de nombreux pays (notamment les Philippines, la Thaïlande ou encore les îles Fidji) durant sa jeunesse, au rythme des déplacements de sa mère, Habiba Wassef, médecin et diplomate.
De retour en Égypte à l'âge de 8 ans, elle suit sa scolarité au lycée français du Caire puis part étudier la philosophie à Paris.
Elle est agrégée de philosophie. 

### Carrière professionnelle
Elle travaille pendant onze ans à l’Unesco, au département de sciences humaines et de philosophie, avant de se consacrer à l’écriture. Elle est l'autrice de plusieurs livres de contes pour enfants.
En 2008, elle fonde l'association Pierre Claver, une école gratuite unique à destination des demandeurs d'asile proposant des cours de français, d’histoire, de littérature, d’analyse de l’actualité française, mais également des activités sportives et culturelles.
Le 23 août 2022, elle publie une tribune dans Le Monde relative à la situation politique en Égypte.

### Vie privée
Elle est l'épouse de l'avocat et académicien François Sureau et mère de trois enfants.

## Ouvrages principaux
- Qui sommes-nous ? Les rencontres philosophiques de l'UNESCO, Gallimard, 1996 (ISBN 9782070534005)
- Contes de la Nubie, L’école des loisirs, 2001 (ISBN 9782211063692).
- Contes du Caire : Ce que j'ai de plus précieux, L’école des loisirs, 2001 (ISBN 9782211060806)
- L'inconnu de la forêt, Gallimard Jeunesse, 2007 (ISBN 9782070614745).